# Tommy (음반)
《Tommy》는 영국의 록 밴드 더 후의 네 번째 스튜디오 음반이다. 이 음반은 1969년 5월 23일, 데카 레코드에 의해 더블 음반으로 처음 발매되었다. 이 음반은 주로 기타리스트인 피트 타운센드가 작곡한 록 오페라로, 그의 인생 경험, 가족과의 관계를 포함한 "귀머거리, 벙어리 그리고 맹인" 소년 토미에 대한 이야기를 들려주는 음반이다.
타운센드는 메헤르 바바의 작품을 소개 받은 후 《Tommy》의 개념을 고안했고, 바바의 가르침을 음악으로 바꾸려고 시도했다. 이 음반의 녹음은 1968년 9월에 시작되었지만 스튜디오에서 정리하고 다시 녹음해야 하는 자료로 완성되기까지 6개월이 걸렸다. 《Tommy》는 그것이 더 후의 돌파구라고 칭송한 비평가들로부터 그것의 발매에 찬사를 받았다. 그 음반의 비판적인 입장은 나중에 약간 줄어들었다. 그럼에도 불구하고, 몇몇 작가들은 그것을 록 음악 역사에서 중요하고 영향력 있는 음반으로 본다. 더 후는 1969년과 1970년 내내 지속된 《Tommy》의 라이브 버전을 포함한 광범위한 투어를 통해 음반의 출시를 홍보했다. 이 공연의 주요 공연에는 우드스톡, 1969년 와이트 페스티벌, 리즈 대학교, 메트로폴리탄 오페라 극장, 1970년 와이트 페스티벌 등이 포함되었다. 《Tommy》의 라이브 공연은 비평가들의 찬사를 받아 그 밴드의 경력에 활기를 불어넣었다.

## 곡 목록
모든 곡들은 특별한 언급이 없는 한 피트 타운센드에 의해 작사/작곡 되었다.
Side one
1. "Overture" – 3:50
2. "It's a Boy" – 2:07
3. "1921" – 3:14
4. "Amazing Journey" – 3:25
5. "Sparks" – 3:45
6. "The Hawker" (소니 보이 윌리엄슨 2세) – 2:15

Side two
1. "Christmas" – 5:30
2. "Cousin Kevin" (존 엔트위슬) – 4:03
3. "The Acid Queen" – 3:31
4. "Underture" – 9:55

Side three
1. "Do You Think It's Alright?" – 0:24
2. "Fiddle About" (엔트위슬) – 1:26
3. "Pinball Wizard" – 3:01
4. "There's a Doctor" – 0:25
5. "Go to the Mirror!" – 3:50
6. "Tommy Can You Hear Me?" – 1:35
7. "Smash the Mirror" – 1:20
8. "Sensation" – 2:32

Side four
1. "Miracle Cure" – 0:10
2. "Sally Simpson" – 4:10
3. "I'm Free" – 2:40
4. "Welcome" – 4:30
5. "Tommy's Holiday Camp" (키스 문) – 0:57
6. "We're Not Gonna Take It" – 6:45

## 인증
| 국가                                                  | 인증        | 판매량/출하량 |
| ----------------------------------------------------- | ----------- | ------------- |
| 프랑스 (SNEP)                                         | 골드        | 174,300       |
| 이탈리아 (FIMI)                                       | 골드        | 25,000*       |
| 뉴질랜드 (RMNZ)                                       | 골드        | 7,500^        |
| 영국 (BPI) Awarded to the soundtrack to the film too  | 골드        | 100,000^      |
| 미국 (RIAA)                                           | 2× 플래티넘 | 2,000,000^    |
| *판매량을 기반으로 한 인증 ^출하량을 기반으로 한 인증 |             |               |